# Aarale Ben Arieh
Aarale Ben Arieh (en hébreu : אהרלה בן אריה) né à Haïfa en 1955, est un artiste israélien connu pour ses sculptures environnementales monumentales.

## Biographie
Aharon (Aarele / Aarale) Ben Arieh vit aujourd'hui dans le Moshav Tzafririm, à Emek Ha Ela. Il a grandi à Kiryat Gat. Enfant, il passait son temps libre à l'atelier de machines agricoles de son père, se formant à la métallurgie. 
Après avoir terminé son service militaire dans une division du Nahal, il rejoint ses amis du Kibboutz Kerem Shalom, où il installe son atelier de sculpture.
Au début des années 1980, Ben Arieh tisse des liens étroits avec des potiers et des charpentiers de la Bande de Gaza, travaillant à leurs côtés comme apprenti.
Il s’inspire au cours de ces années de la culture palestinienne, des peintures colorées uniques des pèlerins revenant de La Mecque et des immenses étendues de dunes de sable.
Des sculptures de cette période de sa vie seront présentées au Musée d'Israël (Jérusalem), en 1987, à l’occasion de l’exposition "Toy Sculptures" qui y lui sera consacrée.
Il étudie également auprès du sculpteur Moshe Shek (Jook) et du peintre Rafi Mintz.

## Démarche artistique et carrière
Tout au long de sa carrière, Aarale Ben-Arie a créé des sculptures, à la fois miniatures et monumentales, en environnement rural ou urbain, dans des espaces privés et publics en Israël et en dehors.
Si sa démarche est née de sa découverte des richesses de l’Égypte ancienne, ce ne sont pas les monuments architecturaux colossaux associés à cette civilisation antique qui ont captivé l’inspiration de Ben-Arie, mais les concepts transcendantaux qui y sont profondément ancrés. Les hiéroglyphes, les mythes et les légendes donnant de l’univers une interprétation séculaire lui ont permis de créer une œuvre profondément contemporaine.
"Son art est ancré dans la matière, ou plutôt là où la matière rejoint le concept. Là où le "quoi" et le "comment" se rejoignent. Ses œuvres se composent de dizaines d'éléments interconnectés qui viennent former un ensemble qui fait sens" (Izika Gaon, conservateur du  Musée d'Israël en 1997, à l'inauguration de l'exposition "The Concept in the Material", seconde exposition personnelle consacrée à l’artiste par le musée de Jérusalem). 
Créer des œuvres de petite taille, et les reproduire ensuite à plus grande échelle pour les présenter dans des environnements vastes a permis à l'artiste de dépasser ses limites et de réaliser à ce jour quelques-unes de ses oeuvres les plus importantes.

## Œuvres
Les sculptures environnementales de Ben Arieh peuvent être vues dans des lieux publics et privés en Israël et dans le monde.
Ses œuvres les plus connues sont The Whale Tails sur la côte d'Ashkelon (Israël), The Goat from Jerusalem à Hoyer (Danemark),The Spider à Holon, The Moving Stone à Carrare (Italie), Flying Camels à Um Mutla (Jordanie), Les Dinosaures à Kiryat Ata, Calm in the Arch à Ganei Tikva, ou encore Ecolog Lenin à Berlin.  
Un nouveau projet est en cours pour la ville de Stuttgart en Allemagne.
En 1987, dans le cadre de la première exposition monographique consacrée à l'artiste par le Musée d'Israël à Jérusalem, "Toy Sculptures", ont été présentées une partie des œuvres que Ben Arieh a créées lors de sa période passée dans la bande de Gaza au début des années 80 (une seconde, "The Concept in the Material", y a eu lieu en 1997) . 